# Zabrid (przystanek kolejowy)
Zabrid (ukr. Забрідь, cz. Zábroď) – przystanek kolejowy w miejscowości Zabrid´, w rejonie użhorodzkim, w obwodzie zakarpackim, na Ukrainie. Położony jest na linii Sambor – Czop.

## Historia
Dawniej stacja kolejowa. Istniała przed II wojną światową. W okresie przynależności tych okolic do Czechosłowacji nosiła nazwę Zábroď.